# François Pantillon
François Pantillon, né le 15 janvier 1928 à La Chaux-de-Fonds et mort le 14 février 2025, est un musicien, compositeur, chef de chœur et chef d'orchestre suisse.

## Biographie
Né dans une famille fribourgeoise de musiciens, François Pantillon commence ses études musicales à l'âge de 20 ans au Conservatoire royal de Bruxelles où il reste pendant cinq ans et où il apprend également le violon. De retour en Suisse, il fonde un orchestre de chambre avant de devenir, en 1972, chef et directeur artistique du Thuner Stadtorchester. Progressivement reconnu comme spécialiste des chœurs, il est invité à de nombreuses reprises à diriger différents orchestres ou oratorio en Italie, en France, en Espagne, en Belgique, en Angleterre, et en Pologne.
Également compositeur, il connaît le succès en 1986 avec son oratorio profane Clameurs du monde créé à Bienne est ensuite repris en Pologne, à Zurich (avec Barbara Hendricks) puis à Milan. En 1991, le Stadttheater de Berne crée son opéra Die Richterin.
Son oratorio de Noël, Bethlehem, créé à Berne en 1995 est repris à Rome en 1997 dans le cadre du Festival « Natale in Latio ».
Ses archives sont conservées à la Bibliothèque cantonale et universitaire de Fribourg.

## Œuvres principales
- 1962 : Le Noël des bergers, cantate pour soprano solo, chœur et orgue
- 1969 : Visiones, trois tableaux pour orgue solo, orchestre à cordes et percussions
- 1974 : Psalmus 74, cantate pour chœur et orchestre
- 1976 : Joël's Hymne, cantate pour chœur, cuivres et orgue
- 1982 : Wort-Zeiten, pour chœur et orchestre à cordes
- 1985 - 1986 : Clameurs du Monde, oratorio profane pour soli, chœurs et orchestre
- 1986 : Instants, cycle de mélodies pour baryton et piano
- 1987 : Gaudium, sextuor pour flûte, hautbois, violon, 2 altos et violoncelle
- 1987 : Daphne, cantate pour chœur mixte et piano
- 1991 : Die Richterin, opéra
- 1995 : Bethlehem, oratorio de Noël